# Friends Will Be Friends
Friends Will Be Friends is een nummer van de Britse band Queen en is geschreven door Freddie Mercury en John Deacon. Op 30 juli 2006 onthulde Brian May dat de tekst van het lied is geschreven door Freddie Mercury. Het nummer staat op het album A Kind of Magic uit 1986 en werd op single uitgebracht tijdens de Magic Tour op 9 juni dat jaar. Het was de 30e single van de band in Engeland.

## Hitnoteringen

### Nationale Hitparade
| "Friends will be friends" in de Nationale Hitparade - binnen: 21-06-1986 | "Friends will be friends" in de Nationale Hitparade - binnen: 21-06-1986 | "Friends will be friends" in de Nationale Hitparade - binnen: 21-06-1986 | "Friends will be friends" in de Nationale Hitparade - binnen: 21-06-1986 | "Friends will be friends" in de Nationale Hitparade - binnen: 21-06-1986 | "Friends will be friends" in de Nationale Hitparade - binnen: 21-06-1986 | "Friends will be friends" in de Nationale Hitparade - binnen: 21-06-1986 | "Friends will be friends" in de Nationale Hitparade - binnen: 21-06-1986 | "Friends will be friends" in de Nationale Hitparade - binnen: 21-06-1986 | "Friends will be friends" in de Nationale Hitparade - binnen: 21-06-1986 | "Friends will be friends" in de Nationale Hitparade - binnen: 21-06-1986 |
| Week                                                                     | 1                                                                        | 2                                                                        | 3                                                                        | 4                                                                        | 5                                                                        | 6                                                                        | 7                                                                        | 8                                                                        | 9                                                                        |                                                                          |
| ------------------------------------------------------------------------ | ------------------------------------------------------------------------ | ------------------------------------------------------------------------ | ------------------------------------------------------------------------ | ------------------------------------------------------------------------ | ------------------------------------------------------------------------ | ------------------------------------------------------------------------ | ------------------------------------------------------------------------ | ------------------------------------------------------------------------ | ------------------------------------------------------------------------ | ------------------------------------------------------------------------ |
| Nummer                                                                   | 45                                                                       | 17                                                                       | 16                                                                       | 17                                                                       | 21                                                                       | 25                                                                       | 33                                                                       | 34                                                                       | 45                                                                       | uit                                                                      |

### Nederlandse Top 40
Hitnotering: 7 weken. Hoogste positie: #17.

### TROS Europarade
Hitnotering: 12-07-1986. Hoogste notering: #37 (1 week).

### NPO Radio 2 Top 2000
| Nummer met noteringen in de NPO Radio 2 Top 2000 | '18  | '19  | '20  | '21  | '22  | '23  | '24  |
| ------------------------------------------------ | ---- | ---- | ---- | ---- | ---- | ---- | ---- |
| Friends Will Be Friends                          | 1026 | 1008 | 1267 | 1195 | 1342 | 1418 | 1342 |

1. ↑  Een vetgedrukt getal geeft de hoogste notering aan.
2. ↑  2018 was het eerste jaar met een notering voor dit nummer.

## Trivia
- De plaat is in de jaren 90 gebruikt voor een radio-en televisie reclame van het Nederlandse biermerk Oranjeboom.